# Ognjen Jaramaz
Ognjen Jaramaz (in serbo Огњен Јарамаз?; Kruševac, 1º settembre 1995) è un cestista serbo.
Ha un fratello maggiore, Nemanja, anch'egli cestista.

## Carriera
È stato selezionato dai New York Knicks al secondo giro del Draft NBA 2017 (58ª scelta assoluta).
Con la Serbia ha disputato i Campionati europei del 2022.

## Statistiche

### Eurolega
| Anno      | Squadra       | PG | PT | MP   | TC%  | 3P%  | TL%  | RP  | AP  | PRP | SP  | PP  |
| --------- | ------------- | -- | -- | ---- | ---- | ---- | ---- | --- | --- | --- | --- | --- |
| 2021-2022 | Bayern Monaco | 36 | 11 | 16,2 | 41,8 | 35,3 | 75,5 | 1,5 | 1,1 | 0,6 | 0,1 | 6,8 |
| 2022-2023 | Bayern Monaco | 25 | 5  | 15,6 | 39,2 | 32,8 | 88,5 | 1,2 | 1,5 | 0,3 | 0,0 | 6,4 |
| 2023-2024 | Partizan      | 22 | 6  | 12,8 | 37,3 | 21,1 | 46,7 | 1,3 | 1,5 | 0,5 | 0,0 | 3,2 |
| Carriera  | Carriera      | 83 | 22 | 15,1 | 40,2 | 31,8 | 77,5 | 1,4 | 1,3 | 0,5 | 0,1 | 5,7 |

## Palmarès

### Squadra
- Coppa di Serbia: 3

Mega Leks Belgrado: 2016
Partizan Belgrado: 2019, 2020
- Coppa di Germania: 1

Bayern Monaco: 2022-2023
- Supercoppa ABA Liga: 1

Partizan Belgrado: 2019

### Individuale
- MVP Coppa di Serba: 1

Partizan Belgrado: 2020